# Émile Lahner
Émile Lahner, né le 22 septembre 1893 à Nagyberezna en Autriche-Hongrie (aujourd'hui Velyky Berezny en Ukraine) et mort le 14 décembre 1980 dans le 10e arrondissement de Paris, est un peintre, graveur français d'origine hongroise.

## Biographie
D'origine hongroise, Émile Lahner fut orphelin très tôt : sa mère décède à l'accouchement et son père meurt dans un accident lorsqu'il a sept ans. Un jour, il alla voir un restaurateur de crucifix à côté de son village, voyant l’intérêt du jeune homme, celui-ci lui donna un tube de peinture verte. Il grandit en Autriche-Hongrie, placé sous la tutelle d'un prédicateur. Il sera placé à l'internat puis sur les conseils du prédicateur, il étudiera le génie minier. Il obtient son diplôme en 1910, mais abandonne sa carrière d'ingénieur en 1915 et entre à l'école des Beaux-Arts de Budapest. Son professeur à l'école des beaux-arts, Kochkin, était un disciple de l'impressionnisme. De 1915 à 1917, le travail de Lahner est influencé à la fois par le futurisme et par l'expressionnisme allemand. En 1923, il quitte la Hongrie pour Zurich, puis plus tard il migre à Lausanne où il découvre la peinture française au travers d'une exposition consacrée à Delacroix, Van Gogh et Monet. En 1924, Il se fixe à Paris et devient l'élève d'Antoine Bourdelle à l'Académie de la Grande-Chaumière à Montparnasse. Il fréquente également l'Académie Colarossi.
En 1927, sa première exposition se tient en Hongrie. Au cours de celle-ci, il remporte le Prix Ernst. En 1928, il présente deux natures mortes au 39e salon des indépendants (œuvres n°2365 et 2366). En 1929, Lahner présente un portrait au salon de l'art indépendant (salle 8). Il séjourne à Sannary durant l'été 1929. En 1930, il réalise sa première exposition parisienne et participe la même année au salon des indépendants.
Vers 1930, il visite le sud de la France. Durant la seconde Guerre mondiale, il se réfugie en zone libre en Dordogne et se consacre plus spécifiquement à la gravure (eau-forte, burin, linogravure, ou encore le pochoir, etc.). Ses œuvres sont non-figuratives et très rythmées.
En 1935, il présente l’œuvre Fleurs au salon des Tuileries.
Après la libération de Paris, il retourne y vivre et expose son travail plus fréquemment. En 1947, son exposition parisienne connaît un public restreint. De 1945 à 1948, il fait son premier voyage en Algérie et y retourne de 1952 à 1953. En 1949, Lahner réalise une suite de gravures préfacée par Jean Cassou. En 1951, il réalise 13 illustrations pour les Treize Poèmes en prose de Marcel Sauvage.
Dans les années 1950, il réalise une série de peintures incorporant des éléments "primitifs", série appelée "Face 12". En 1957, il épouse Jeanne Cazenave. En 1959, il rencontre le galeriste californien Laszlo Laky qui deviendra un de ses plus proches amis. La même année, il réalise la couverture du n°41 de Pétrole progrès.
En 1961, il reçoit un succès critique lors de l'exposition à la galerie Jeanne Castel. L'exposition était organisée sous le patronage de Léopold Sédar Senghor.
En 1973, il réalise une suite de lithographies autour des instruments de musique : accordéon, clavecin, cor, saxophone, tambour, alto, grand orgue.

## Œuvres

### Peintures
- La cuisine, 1930, musée de Fontenay-le-Comte
- Deux amies, 1930, musée de Fontenay-le-Comte
- Après le bain, 1930, musée de Fontenay-le-Comte
- La nappe blanche, 1930, musée de Fontenay-le-Comte
- Œuvre abstraite (I), 1960, musée de Fontenay-le-Comte
- Œuvre abstraite (II), 1960, musée de Fontenay-le-Comte
- La fermière, centre Pompidou[14].
- Bretagne, vue de Saint-Servau, ville de Paris.
- Portrait de madame Géo-Charles, musée Géo-Charles, Échirolles[15].

### Albums
- 15 planches gravées au burin, présentées par Jean Cassou, 1949.
- 20 dessins pour vitraux, transposés sur linoléum par Jean et Paulette Monnier, La Belle Page, 1955, in Jean Trichet, Projets de Vitraux pour l'Eglise d'El Affron, présentés par Jean Trichet, Préface de Pierre Mac Orlan.
- Formes, avec Guy de Bragelongue, 16 gravures sur bois, préfacées par Léopold Sédar Senghor, 1959.

## Analyse
Léopold Sédar Senghor parle de « peinture-musique » au sujet des œuvres de Lahner : « Je la comparerais à la musique de jazz, avec ses rythmes syncopés et son swing, qui nous frappe au creux du ventre. » Lors de l'exposition à la galerie René Drouet en 1977, Senghor dit :
« Lahner, comme tous les grands peintres d'aujourd'hui, en est venu à l'abstraction par nécessité intérieure. Elle seule exprime notre situation actuelle, le tragique de notre destin d'homme et sa résolution par la poésie. Elle seule permet de retourner aux sources et de capter les Forces vitales. Pour les
exprimer. Lahner, ce sauvage solitaire, est un de nos plus grands peintres lyriques. »

## Expositions
- 1er décembre - 15 décembre 1930 : Galerie Gilbert, Paris (exposition collective).
- 15 janvier - 30 janvier 1931 : Galerie Gilbert, Paris (exposition collective).
- 1933 : Galerie Vignon, Paris.
- 2 avril - 1936 : Galerie Bonaparte, Paris (avec Daria Gamsaragan).
- 1947 : Paris[11].
- 1950 : Galerie Jeanne Castel, Paris.
- 22 avril - 1961 : Galerie Jeanne Castel, Paris.
- 26 février - 31 mars 1964 : Galerie Famar, Paris [19]
- 12 avril - 1967 : Galerie de Messine.
- 2 - 20 juin 1970 : Galerie Christiane Colin, 33 quai de Bourbon.
- 13 mai - 14 juin 1975 : Maxwell galleries, San Francisco [20]
- 4 mai - 4 juin 1977 : Galerie René Drouet, Paris [21]
- 19 février - 3 mars 1985 : Mairie du XVIe arrondissement, Paris.